# نوسالین
نوسالین (به لاتین: Nosalin) یک روستا در لهستان است که در گمینا پوستومینو واقع شده‌است. نوسالین ۱۸۴ نفر جمعیت دارد.